# ويندي بنسون
ويندي بنسون (بالإنجليزية: Wendy Benson)‏ هي ممثلة أمريكية، ولدت في 8 يوليو 1971 بنيويورك في الولايات المتحدة.

## أعمال

### مسلسلات
- تاتش
- جاغ
- ربات بيوت يائسات
- رجال ماد
- ميامي

## وصلات خارجية
- ويندي بنسون على موقع IMDb (الإنجليزية)
- ويندي بنسون على موقع ألو سيني (الفرنسية)
- ويندي بنسون على موقع أول موفي (الإنجليزية)
- ويندي بنسون على موقع قاعدة بيانات الأفلام السويدية (السويدية)
- ويندي بنسون على موقع قاعدة بيانات الفيلم (الإنجليزية)
- ويندي بنسون على موقع كينوبويسك (الروسية)